# تابستان ۶۹
«تابستان ۶۹» (به انگلیسی: Summer of '69) نام ترانه‌ای است که توسط برایان آدامز و جیم والانس نوشته شده‌است. این ترانه در اصل به‌عنوان یکی از قطعات آلبوم بی‌پروا (۱۹۸۴) ساخته شد و ۴امین تک‌آهنگی بود که از آن آلبوم منتشر شد. «تابستان ۶۹» در زمان انتشارش تا رتبهٔ ۵ام پرفروش‌ترین ترانه‌های ایالات متحده و ردهٔ ۴۰ام جدول پرفروش‌ترین ترانه‌های راک آن کشور صعود کرد. این ترانه یکی از معروف‌ترین آهنگ‌های آدامز است و در تمام آلبوم‌های برگزیده آثار او موجود است.
برایان آدامز در مورد این ترانه گفته‌است: «تابستان ۶۹» اشاره به زمان خاصی ندارد و فقط راجع به عاشق شدن در تابستان است. منظور از عدد ۶۹ سال ۱۹۶۹ نیست و این عدد به یکی از حالت‌های آمیزش جنسی، مشهور به 69 اشاره دارد.